# Nintendo Research & Development 2
Nintendo Research & Development No. 2 Department, allgemein abgekürzt als Nintendo R&D2, war ein Team innerhalb von Nintendo, das Software und Peripheriegeräte entwickelte. Während das Team normalerweise in den Bereichen Systembetriebssoftware und technischer Support tätig war, kehrte es in den 90er Jahren zu den frühen Entwicklungen zurück, in denen mehrere neue Designer ihren Anfang in der Spieleentwicklung machten. Einer der bekanntesten war Eiji Aonuma, der Marvelous: Another Treasure Island entwickelte.
R&D2 wurde ursprünglich von Masayuki Uemura (1943–2021) geleitet, der zuvor für die Sharp Corporation gearbeitet hatte. Unter Verwendung einer Idee von Sharps Solartechnologie entwickelte die Abteilung von Uemura die beliebten Nintendo Beam Gun-Spiele, von denen sich über 1 Million Einheiten verkauft wurden. Kazuhiko Taniguchi übernahm 2004 die Position von Uemura. Nintendo R&D2 wurde später mit Nintendo SPD fusioniert.

## Geschichte
In den 1970er Jahren gründete Nintendo die Abteilung R&D2.
Im Jahr 2004 zog sich der Hauptgeschäftsführer der Abteilung, Masayuki Uemura, von Nintendo zurück. Nach seiner Pensionierung wurde er Professor an der Ritsumeikan-Universität in Kyoto und war Berater für Nintendo Research & Engineering.

## Produktentwicklungen
| Jahr | Name                        | Quelle |
| ---- | --------------------------- | ------ |
| 1977 | Color TV-Game 6             | [ 6 ]  |
| 1977 | Color TV-Game 15            | [ 6 ]  |
| 1978 | Color TV-Game Racing 112    | [ 6 ]  |
| 1979 | Color TV-Game Block Breaker | [ 6 ]  |
| 1980 | Computer TV-Game            | [ 6 ]  |

| Jahr | Name                                | Quelle |
| ---- | ----------------------------------- | ------ |
| 1983 | Family Computer                     | [ 6 ]  |
| 1985 | Nintendo Entertainment System       | [ 6 ]  |
| 1990 | Super Famicom                       | [ 6 ]  |
| 1991 | Super Nintendo Entertainment System | [ 6 ]  |
| 1995 | Satellaview                         | [ 6 ]  |

| Jahr | Name                                                    | Plattform                     | Quelle       |
| ---- | ------------------------------------------------------- | ----------------------------- | ------------ |
| 1983 | Donkey Kong                                             | Nintendo Entertainment System | [ 7 ]        |
| 1983 | Donkey Kong Jr.                                         | Nintendo Entertainment System | [ 7 ]        |
| 1983 | Mahjong                                                 | Nintendo Entertainment System | [ 7 ]        |
| 1983 | Donkey Kong Jr. Math                                    | Nintendo Entertainment System | [ 7 ]        |
| 1991 | NES Open Tournament Golf                                | Nintendo Entertainment System | [ 8 ] [ 9 ]  |
| 1996 | Marvelous: Mōhitotsu no Takarajima                      | Super Famicom                 | [ 10 ]       |
| 1997 | BS Zelda no Densetsu: Inishie no Sekiban                | Satellaview                   | [ 11 ]       |
| 1997 | Sutte Hakkun                                            | Satellaview                   | [ 12 ]       |
| 1998 | Sutte Hakkun                                            | Super Famicom                 | [ 12 ]       |
| 1999 | Super Mario Bros. Deluxe                                | Game Boy Color                | [ 13 ] [ 9 ] |
| 2000 | Kirby Tilt ’n’ Tumble                                   | Game Boy Color                | [ 14 ]       |
| 2001 | Super Mario Advance                                     | Game Boy Advance              | [ 9 ]        |
| 2001 | Super Mario World: Super Mario Advance 2                | Game Boy Advance              | [ 9 ]        |
| 2002 | The Legend of Zelda: A Link to the Past and Four Swords | Game Boy Advance              | [ 9 ]        |
| 2002 | Yoshi's Island: Super Mario Advance 3                   | Game Boy Advance              | [ 9 ]        |
| 2003 | Super Mario Advance 4: Super Mario Bros. 3              | Game Boy Advance              | [ 9 ]        |